# Coscinia chrysocephala
Coscinia chrysocephala är en fjärilsart som beskrevs av Jacob Hübner 1804. Coscinia chrysocephala ingår i släktet Coscinia och familjen björnspinnare. Inga underarter finns listade i Catalogue of Life.